# Юность в стиле панк
«Юность в стиле панк» — дебютный студийный альбом российской рок-группы «Кис-Кис», вышедший 22 марта 2019 года на независимом лейбле через Believe Digital.
Первым синглом из альбома стал «Трахаюсь», благодаря которому группа получила свою первую известность. Группа выпустила цензурированную версию альбома 29 марта, а также провели своё первое концертное выступление и представили альбом вживую 19 апреля.
В оригинальной версии альбома содержится 9 треков, а в цензурированной добавился ещё один ранее выпущенный сингл «Кирилл». Пластинка рассчитана на подростковую аудиторию, в самих треках часто встречается обсценная лексика. Он получил положительные отзывы критиков, которые обращали внимание на лирику и композиции. После выхода альбом попал в российские чарты Apple Music и ITunes.

## Предыстория и выход
После того, как будущая вокалистка Софья Сомусева переехала в Санкт-Петербург, она познакомилась с барабанщицей Алиной Олешевой. На интервью The Flow барабанщица поделилась тем, что у них «в голове был какой-то запас музыки, идей, текстов, каких-то приколов, — все сложилось, как паззлик». Девушки дебютировали под названием «Кис-Кис» с синглом «Трахаюсь» 22 ноября 2018 года, после чего они начали набирать популярность. Далее коллектив выпустил сингл «Фарш» 13 декабря, который получил экранизацию в виде клипа 18 декабря. В 2019 году группа выпустила ещё два сингла — «Кирилл» 16 января и «Личка» 21 февраля. 22 марта вышел сам альбом, а впервые отыграли сольный концерт и сыграли альбом вживую в Москве 19 апреля. 29 марта вышла «цензурная» версия альбома, с добавлением в название Baby Punk Version, также в альбом добавился ранее выпущенный сингл «Кирилл».

## Тематика и жанр композиций
Основным жанром альбома является поп-панк, но в нём также имеются элементы русского рока, альтернативного рока, рок-н-ролла и рэпа. Он также рассчитан на подростковую аудиторию и содержит в себе частое использование обсценной лексики. Жанром открывающей композиции «Рэпер» является поп-панк, а «Фарш» — рэпкор, Егор Парфененков из «Канобу» считает, что песни «запечатляют эмоции алкогольных рейвов и трипов». Вторая песня «Тиндер» повествует о «поисках любви». Песня, выпущенная раннее в виде сингла — «Трахаюсь» на интервью Афиша Daily, Софья назвала «сборным сюжетом» и отметила, что это не история, а «крик души, мол, девчонки могут показывать яйца парням», а пятую песню в альбоме «Личка», охарактеризовала, как «песня про член». В треке «Бывший» присутствует негатив по отношению к бывшему партнёру. «Подруга» повествует о девушке, которая влюбилась в свою подругу. Последние треки в альбоме «Жиза» и «Потрачено» рассказывают об «об обратной стороне бездумно прожжённых будней». Песня, добавленная в Baby Punk версию альбома «Кирилл» посвящена солисту группы «Пошлая Молли» Кириллу Бледному.

## Реакция

### Коммерческий успех
5 апреля 2019 года, альбом попал на 57 место в Apple Music и на 93 место ITunes в российских чартах.

### Реакция критиков
Критики остались довольны работой. Алексей Мажаев из InterMedia поставил альбому 8 из 10, и пишет, что «для дебютной пластинки здесь в любом случае аномально много ярких треков». Егор Парфененков из «Канобу» считает, что «Юность в стиле панк» — «интересный и яркий релиз, который вносит разнообразие в поток бесконечно копирующих друг друга юношеских панк-рок-групп. И дело не только в феминизированности состава — Кис-кис цепляют и звуком, у которого получается балансировать между откровенной попсовостью и чем-то более-менее оригинальным».

## Список композиций
| №  | Название    | Текст песни | Длительность |
| -- | ----------- | ----------- | ------------ |
| 1. | «Рэпер»     |             | 3:09         |
| 2. | «Тиндер»    |             | 3:32         |
| 3. | «Трахаюсь»  |             | 2:48         |
| 4. | «Бывший»    |             | 2:53         |
| 5. | «Личка»     |             | 3:30         |
| 6. | «Подруга»   |             | 2:39         |
| 7. | «Фарш»      |             | 2:53         |
| 8. | «Жиза»      |             | 3:14         |
| 9. | «Потрачено» | 3:04        |              |

| №   | Название    | Длительность |
| --- | ----------- | ------------ |
| 1.  | «Рэпер»     | 3:09         |
| 2.  | «Тиндер»    | 3:32         |
| 3.  | «Teen Love» | 2:48         |
| 4.  | «Бывший»    | 2:53         |
| 5.  | «Личка»     | 3:30         |
| 6.  | «Подруга»   | 2:39         |
| 7.  | «Фарш»      | 2:53         |
| 8.  | «Жиза»      | 3:14         |
| 9.  | «Потрачено» | 3:04         |
| 10. | «Кирилл»    | 2:43         |